# أندرويد جو
أندرويد جو Android Go ، والمعروف أيضًا باسم Android Go Edition ، هو إصدار من توزيع Android المصمم للهواتف الذكية منخفضة التكلفة وذات الميزانية المحدودة ، والذي تم توفيره لأول مرة لـ Android Oreo . الغرض منه هو للهواتف الذكية مع 2   غيغابايت من ذاكرة الوصول العشوائي أو أقل. يحتوي هذا الوضع على تحسينات النظام الأساسي المصممة لتقليل استخدام بيانات الهاتف المحمول (بما في ذلك تمكين وضع توفير البيانات بشكل افتراضي) ، ومجموعة خاصة من خدمات Google للجوال المصممة لتكون أقل استفادة من الموارد والنطاق الترددي . تم تعديل خدمات Google Play أيضًا للحد من بصمة الذاكرة. سيسلط متجر Google Play الضوء على التطبيقات الخفيفة المناسبة لهذه الأجهزة.
تختلف واجهة نظام التشغيل عن واجهة أندرويد Android الرئيسية، مع إعطاء لوحة الإعدادات السريعة أهمية أكبر للمعلومات المتعلقة بالبطارية، وكذلك حد البيانات المتنقلة، والتخزين المتاح؛ قائمة التطبيقات الحديثة باستخدام تخطيط معدّل وقصرها على أربعة تطبيقات (من أجل تقليل استهلاك ذاكرة الوصول العشوائي) ، وواجهة برمجة التطبيقات (API) للسماح لشركات الهاتف المحمول بتنفيذ تتبع البيانات وعمليات التعبئة داخل قائمة إعدادات Android.
تستخدم معظم الأجهزة التي تعمل بنظام أندرويد جو Android Go واجهة مستخدم Android «المخزون» من Google ، على الرغم من وجود العديد من الشركات المصنعة التي لا تزال تستخدم واجهة مستخدم مخصصة أعلى Android Go ، مثل Samsung وInfinix .

## إصدارات
تم توفير Android Go لمصنعي المعدات الأصلية لنظام Android 8.1، والإصدارات الأحدث، لنظام Android Pie .

## روابط خارجية
- الموقع الرسمي